# Markus White
Markus White (West Palm Beach, 25 novembre 1987) è un giocatore di football americano statunitense che gioca nel ruolo di defensive end per i Tampa Bay Buccaneers della National Football League (NFL). Fu scelto nel corso del settimo giro (224º assoluto) del Draft NFL 2011 dai Washington Redskins. Al college ha giocato a football all'Università statale della Florida.

## Carriera professionistica

### Washington Redskins
Thompson fu scelto dai Washington Redskins nel corso del settimo giro del Draft 2011. Nella sua stagione da rookie disputò 2 partite come membro degli special team. Nel corso della pre-stagione 2012, White si fratturò una costola e si ferì a un rene durante un allenamento il 16 agosto. Fu svincolato il 31 agosto 2012.

### Tampa Bay Buccaneers
Il 3 settembre 2012, White firmò per far parte della squadra di allenamento dei Tampa Bay Buccaneers.

### Ritorno ai Redskins
Il 18 settembre 2012, White tornò nella squadra di allenamento dei Redskins dopo l'infortunio del linebacker Brian Orakpo. Fu svincolato il 9 ottobre 2012, per fare spazio nel roster a Mario Addison.

### Ritorno ai Buccaneers
White firmò nuovamente con la squadra di allenamento dei Buccaneers l'11 ottobre. Il 14 novembre fu promosso nel roster attivo al posto dell'inofrtunato Quincy Black. La sua stagione 2012 si concluse con 3 presenze, una coi Redskins e due coi Bucs.

## Vittorie e premi
Nessuno

## Statistiche
| Partite totali      | 5   |
| Partite da titolare | 0   |
| Tackle              | 0   |
| Sack                | 0,0 |
| Intercetti          | 0   |

Statistiche aggiornate alla stagione 2012